# Faucardage
Le faucardage désigne l'opération qui consiste à couper et exporter les roseaux et autres herbacées poussant dans l'eau des fossés, rivières, canaux, watringues (ou watergangs) et autres étangs ou surfaces toujours en eau. L'opération peut parfois aussi intégrer un curage de la vase.
Ces végétaux servaient autrefois à couvrir les toits des chaumières ou étaient brûlés pour en tirer des engrais. 

## Histoire
Le préfet Dieudonné utilise ce mot au début des années 1800 dans ses statistiques du département du Nord, évoquant les fossés du nord où il faut couper et évacuer « les herbes qui y croissent en si grande abondance qu'ils en seraient obstrués si on négligeait cette opération ».
Début du XXe siècle : Après diffusion d'un article de M. Hirsch sur le faucardement, divers modèles de bateaux faucardeurs sont présentés à l'Exposition de pisciculture de Paris de décembre 1928. La plupart étaient alors déjà actionnés par des moteurs à essence, pour « couper les herbes aquatiques qui se développent avec tant de rapidité, durant la belle saison, dans les étangs, les canaux et les rivières à cours lent ». On trouvait alors des modèles à scie de faucheuse mue par roue à aubes, d'autres à lames tranchantes en V montées sur ressorts, réglables en marche, avec propulsion par hélice d'avion (fabriqué par M. Danchaud à Levet (Cher) et nommé « Le Solognot »). Un modèle de Motofaucardette 1928 à scie faucheuse réglable en marche était aussi mue par une roue à aubes (modèle fabriqué par M. Lauvergnant à Châteauroux dans l'Indre).
 Ils coexistaient avec des modèles dits « Le Dytique », « Euréka » ou « Argyronète » non motorisés (fabriqués par M. Lhéritier à Ambazac (Haute-Vienne). Ces matériels intéressaient notamment les pisciculteurs et l'Union nationale des syndicats de l’étang.

## Étymologie
Le mot semble en avoir associé deux, fauchage et cardage, mais le faucard désigne aussi la faux en vieux rouchi.

## Technique
Le faucardage se faisait autrefois à la main. Les faucardeurs disposent aujourd'hui d'engins pour les aider dans ce travail (pelles mécaniques adaptées opérant à partir de la rive ou sur des flotteurs ou un ponton flottant, ou bateaux faucardeurs).

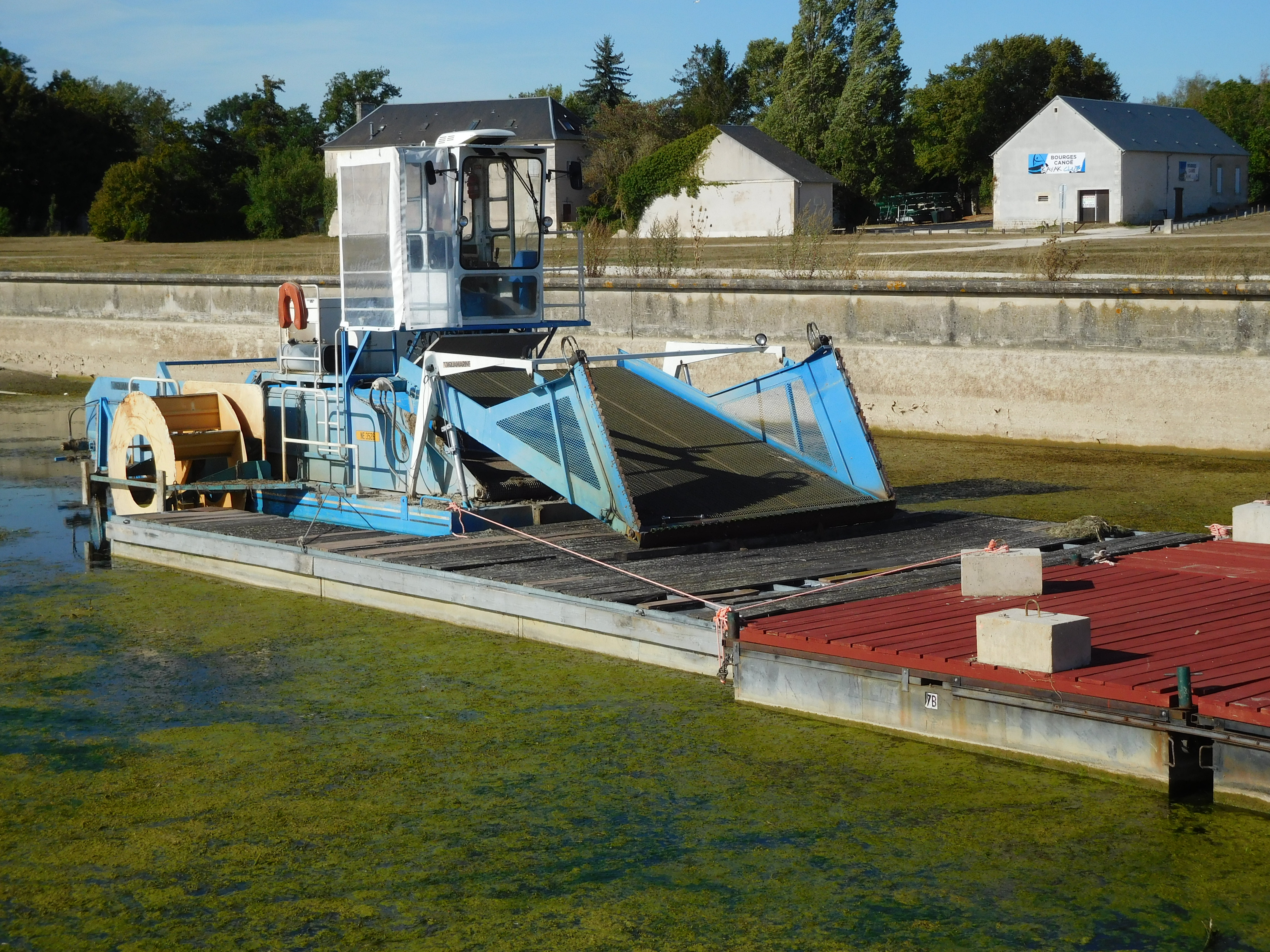
machine utlisée au Val d'Auron à Bourges en 2015

De nos jours ce sont plutôt les espèces envahissantes favorisées par l'eutrophisation générale des eaux que l'on doit faucarder. L'expression peut inclure le nettoyage des lentilles d'eau ou de la jussie.